# Physopleurus amazonicus
Physopleurus amazonicus là một loài bọ cánh cứng trong họ Cerambycidae.